# Виноградовский сельский совет (Крым)
Виноградовский сельский совет (укр. Виноградівська сільська рада) — согласно законодательству Украины — административно-территориальная единица в Сакском районе Автономной Республики Крым.
Образован в 1966 году.
Население сельсовета по переписи 2001 года 1285 человек, площадь — 64 км².
К 2014 году состоял из 2 сёл:
- Виноградово
- Ветровка

## История
Виноградовский сельский совет был создан в 1966 году. На 1968 год в составе Винограненского сельсовета числилось 3 села: Ветровка, Виноградово и Вольное, как и на 1977 год. Время установления варианта Виноградовский пока не установлено. Село Вольное ликвидировано к 1985 году, поскольку в списках ликвидированных после этой даты населённых пунктов не значится. С 12 февраля 1991 года сельсовет в восстановленной Крымской АССР, 26 февраля 1992 года переименованной в Автономную Республику Крым. С 21 марта 2014 года — аннексирован Россией. Законом «Об установлении границ муниципальных образований и статусе муниципальных образований в Республике Крым» от 4 июня 2014 года территория административной единицы была объявлена муниципальным образованием со статусом сельского поселения.